# Hoge Vucht
De Hoge Vucht is de verzamelnaam voor de wijken die samen het gedeelte van Breda Noord vormen dat is gelegen ten noorden van de Noordelijke Rondweg in Breda.

## Beschrijving
Deze wijken die deel uitmaken van Hoge Vucht zijn:
- Biesdonk
- Geeren Noord en Zuid
- Wisselaar

In 2024 woonden in de Hoge Vucht 15.580 mensen, dit is ongeveer acht procent van de Bredase bevolking. Zesenvijftig procent van de inwoners heeft een herkomst buiten Nederland. Het is een typische jaren 1960 wijk, ruim opgezet met brede lanen, singels en parken. De wijk ligt ten noorden van het centrum van Breda.
Er zijn basisscholen en scholen voor voortgezet onderwijs in de Hoge Vucht. Voor ouderen zijn er twee tehuizen. Ten behoeve van buitenrecreatie en natuureducatie is er 'Kinderboerderij Parkhoeve Breda Noord'.
De wijk is bereikbaar via stadsbuslijnen 1 en 2 en een aantal haltes van streekbussen op de N285 naar Terheijden.

## Winkelcentrum
Hoge Vucht is ook de naam van het overdekte winkelcentrum aan de Moerwijk in Breda Noord. Er is een groot aantal vestigingen van de landelijk opererende winkelketens. Op de parkeerplaats wordt op donderdagmorgen weekmarkt gehouden. 

## Fotogalerij

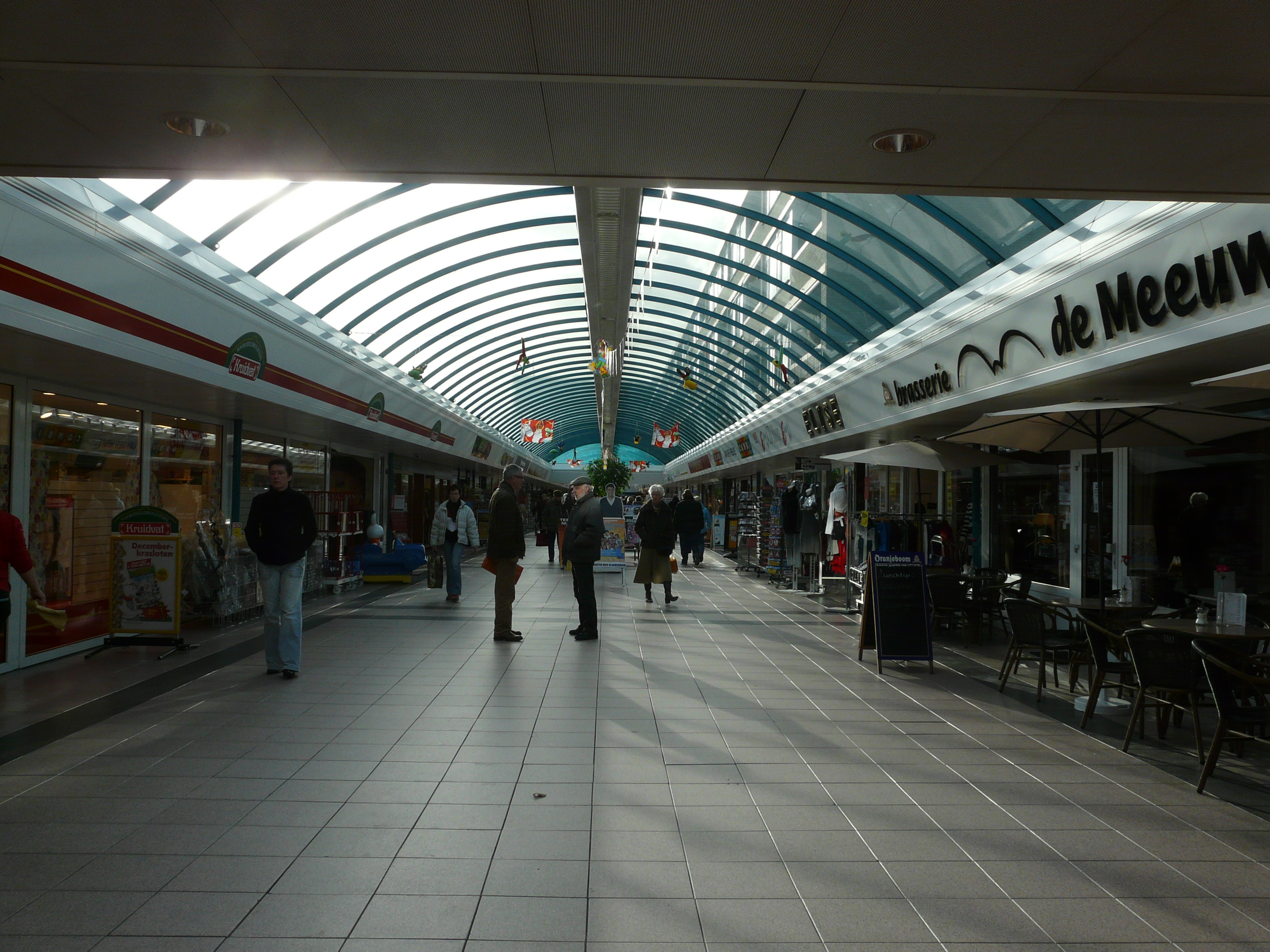
winkelcentrum Hoge Vucht
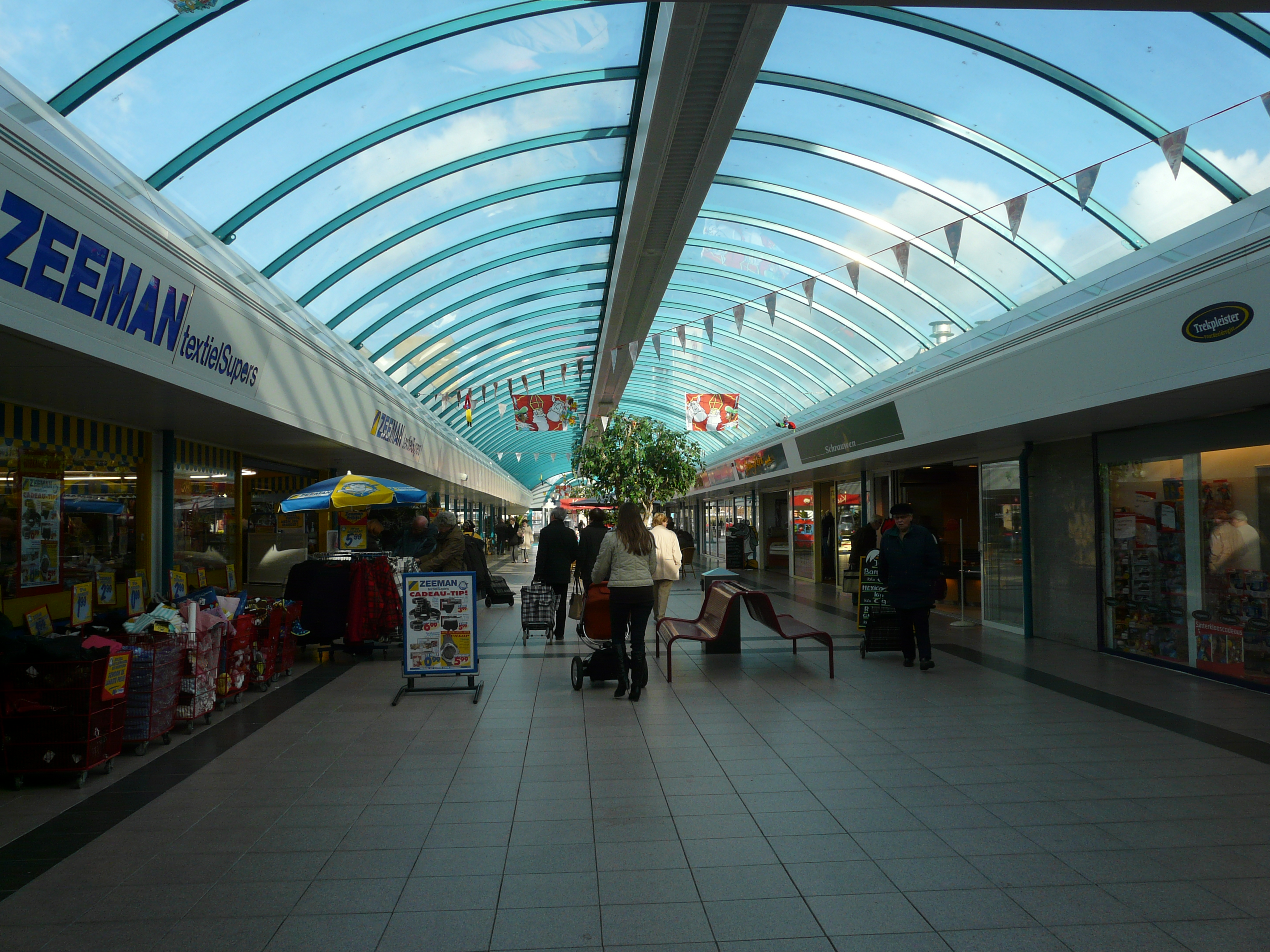
winkelcentrum Hoge Vucht
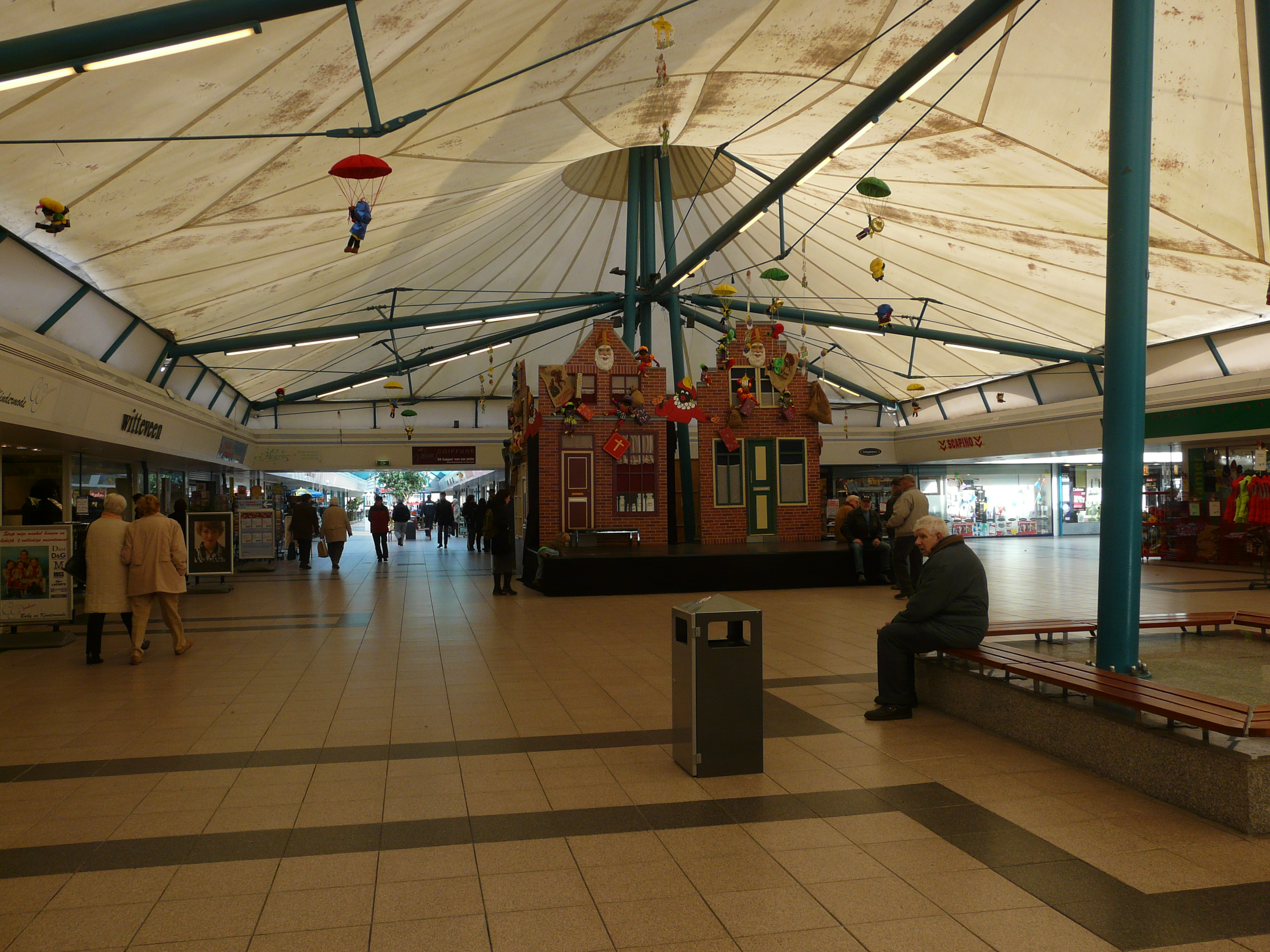
winkelcentrum Hoge Vucht
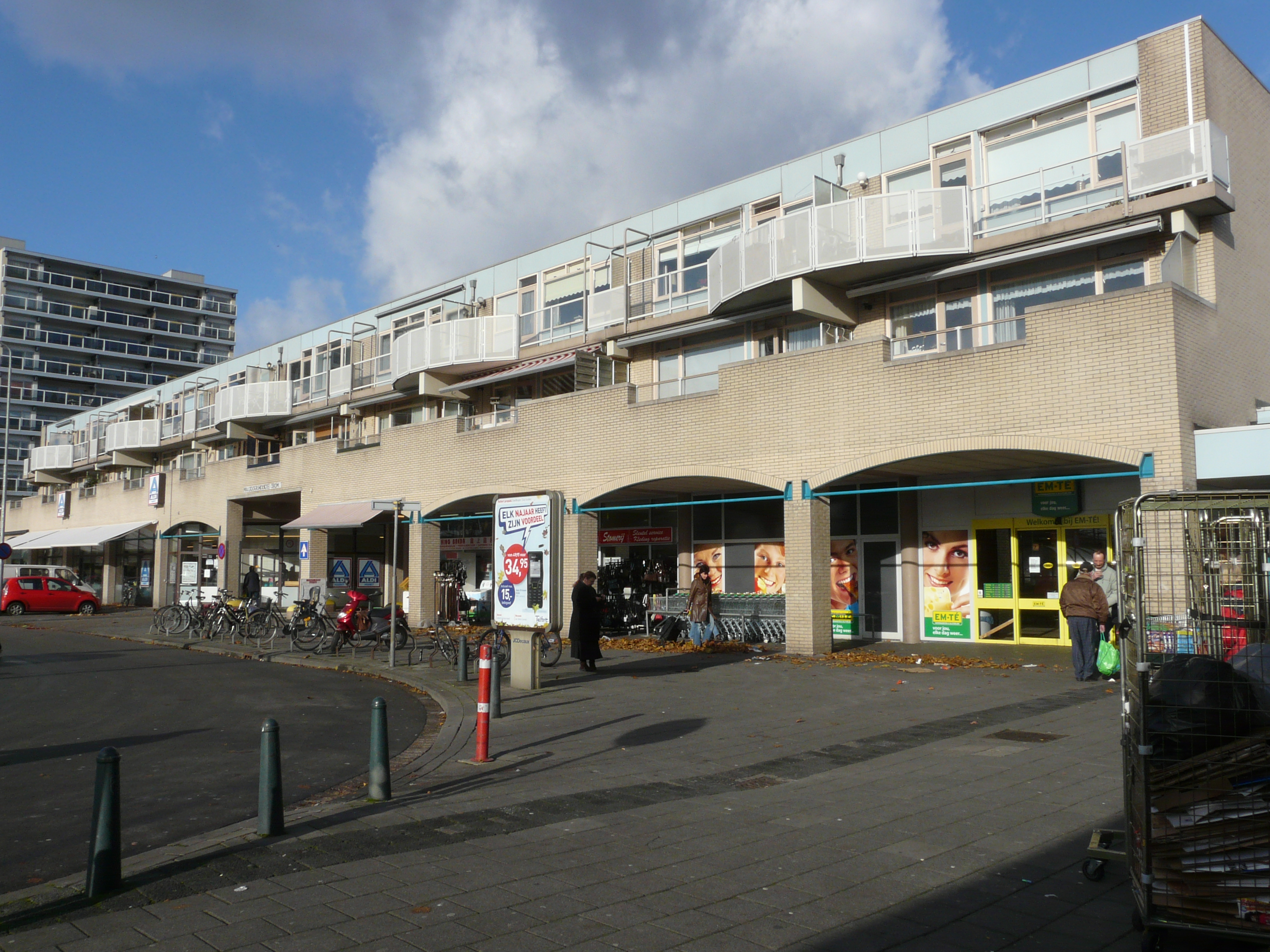
winkelcentrum Hoge Vucht
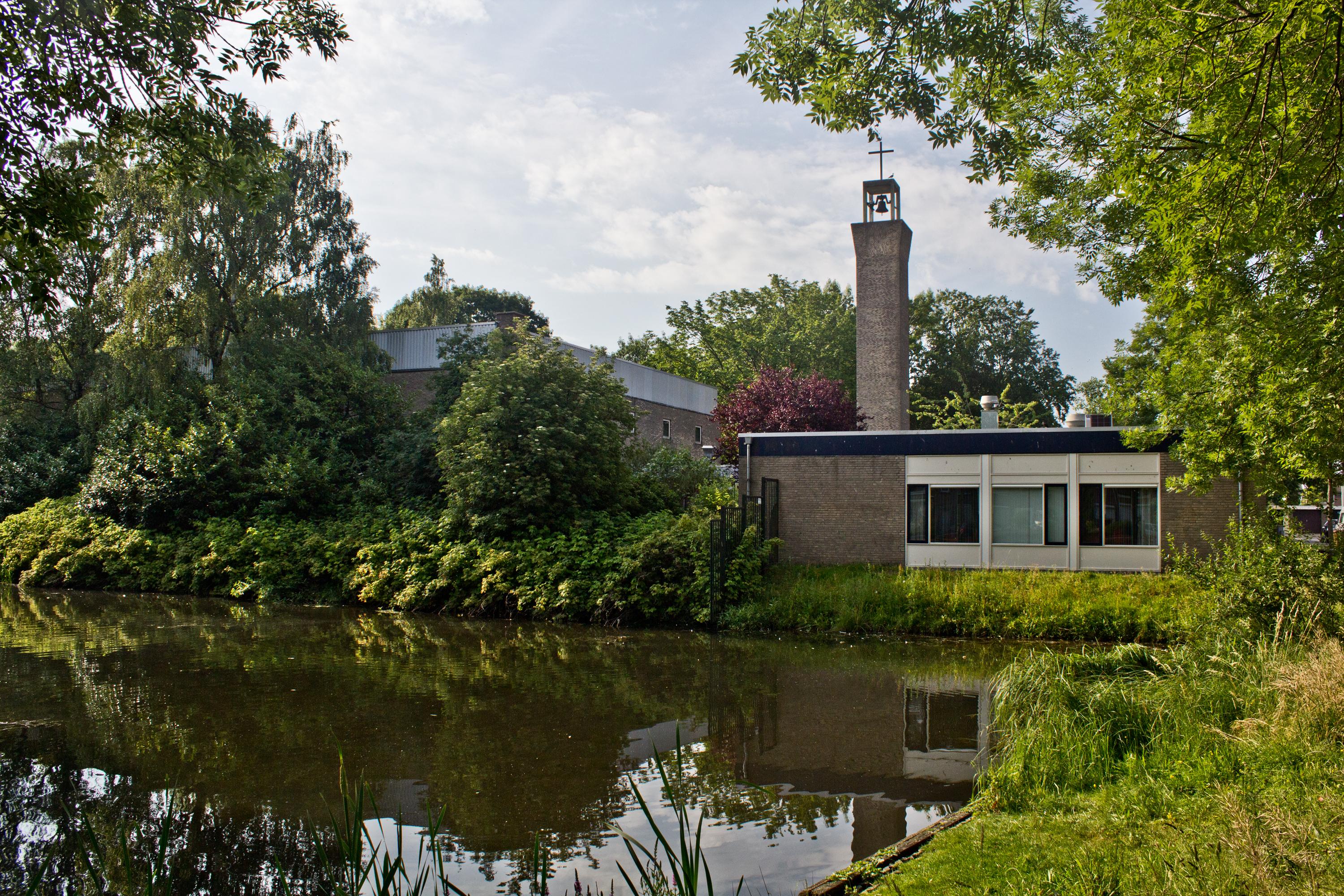
Franciscuskerk aan het Belgiëplein

## Media
'Koers' is lokale maandkrant in de Hoge Vucht.